# Експедиција 43 (МСС)
Експедиција 43 је 43. по реду догорочна експедиција на Међународној свемирској станици. У току ове експедиције на МСС ће стићи астронаут Скот Кели и космонаут Михаил Корнијенко, који ће на станици провести целу годину (за разлику од стандардне дужине експедиције од шест месеци). Током свог боравка на МСС они ће спровести низ експеримената и детаљних анализа од којих је већина везана за адаптацију људског тела на микрогравитацију у ниској Земљиној орбити, као и на утицај дугорочног боравка у таквом окружењу на људско тело. Резултати ових анализа оформиће темељ за наредне дугорочне експедиције, од којих ће неке можда трајати и више од две године, како би се симулирао лет до Марса.

## Посада
| Позиција          | Први део (март 2015)                   | Други део (март 2015 – мај 2015)       |
| ----------------- | -------------------------------------- | -------------------------------------- |
| Командант         | Тери Виртс, НАСА други лет             | Тери Виртс, НАСА други лет             |
| Летачки инжењер 1 | Антон Шкаплеров, ФКА други лет         | Антон Шкаплеров, ФКА други лет         |
| Летачки инжењер 2 | Саманта Кристофорети, ASI-ЕСА први лет | Саманта Кристофорети, ASI-ЕСА први лет |
| Летачки инжењер 3 |                                        | Генадиј Падалка, ФКА пети лет          |
| Летачки инжењер 4 |                                        | Михаил Корнијенко, ФКА други лет       |
| Летачки инжењер 5 |                                        | Скот Кели, НАСА четврти лет            |

Извор
Падалка је одређен да се поново врати на МСС као летачки инжењер Експедиције 43 и командант Експедиције 44. Првобитно је планирано да ово место заузме космонаут Јуриј Лончахов, али је он 14. септембра 2013. године поднео оставку на место космонаута руске свемирске агенције и отишао да ради у компанији Гаспром.